# Salih Muslim Muhammad
Salih Muslim Muhammad (en árabe: صالح مسلم محمد‎, nacido en marzo de 1951) es un político sirio de la etnia kurda. Es el líder del Partido de la Unión Democrática (PYD), un grupo presuntamente afiliado al Partido de los Trabajadores del Kurdistán,[cita requerida] y el miembro más poderoso de la oposición kurda en la Guerra Civil Siria. También es el vice coordinador del Comité Nacional de Coordinación de las Fuerzas de Cambio Democrático.

## Biografía
Muslim empezó a implicarse en el movimiento kurdo durante la década de los 70, cuando estaba estudiando ingeniería en la Universidad Politécnica de Estambul, tras ser influenciado por la lucha de Mustafa Barzani contra el gobierno iraquí. El fracaso de la rebelión le animó a mantener una actitud más activa. Tras la universidad trabajó como ingeniero en Arabia Saudí antes de regresar a Siria en la década de los 90.
En 1998 se afilió al Partido Demócrata del Kurdistán - Siria, la rama siria del Partido Demócrata del Kurdistán. En el año 2003 lo dejaría, desilusionado por el fracaso del partido en alcanzar sus objetivos, y se uniría al nuevo Partido de la Unión Democrática (PYD) convirtiéndose en miembro de su Consejo Ejecutivo. En 2010 sería elegido jefe del partido. Ese mismo año, después de que él y su esposa fueran encarcelados en Siria, huyó a un campo de la Unión Patriótica del Kurdistán (PUK) en Irak. Sin embargo, al iniciarse la revuelta contra Bashar al-Asad regresó a Qamishli en marzo de 2011.
Durante una entrevista con la periodista de BBC News Orla Guerin en agosto de 2012, Muslim negaba tener "enlaces operacionales " con el PKK. También añadía que había estado entrando y saliendo de la cárcel anualmente desde 2003 bajo el gobierno de Bashar al-Asad.
El 9 de octubre de 2013, el hijo de Salih Muslim, Shervan, un combatiente en las Unidades de Protección Popular, murió al oeste de Tell Abyad durante enfrentamientos con rebeldes con conexiones con al-Qaeda. Fue enterrado en el pueblo natal de la familia, Kobanê, en un funeral público en el que miles de personas atendieron.
El 24 de febrero de 2018 Muslim fue detenido en República Checa cuando se encontraba en la capital, Praga, representando al TEV-DEM kurdo. La detención fue anunciado por el gobierno turco. El gobierno de Turquía había pedido su detención desde enero de 2018.